# ビッグポップ
- ディズニーパーク > 東京ディズニーリゾート > 東京ディズニーランド
  - トゥモローランド > ビッグポップ
  - 東京ディズニーランドのレストランの一覧 > ビッグポップ

ビッグポップ（英: Big Pop）とは東京ディズニーランド（東京ディズニーリゾート）に2020年9月28日にオープンしたパーク内初のポップコーン専門店である。

## 概要
| ビッグポップ | ビッグポップ       |
| ------------ | ------------------ |
| オープン日   | 2020年9月28日      |
| タイプ       | カウンターサービス |

スペース・マウンテンなどがある未来をテーマとしたトゥモローランドにある宇宙をテーマにした室内型のポップコーンの専門ショップである。店内に専用のキッチンが併設されており、店舗の中外からポップコーン作りの様子が楽しめる。
海外のディズニーパークには昔から存在していたが、東京ディズニーリゾートには長らく存在せず、2020年4月15日にオープンの新ファンタジーランド計画によって登場する事が決まった。
さまざまなフレーバーのポップコーンとポップコーンバケットを組合せる事が出来る。

## 味の種類
マッシュルーム型のポップコーンで味は3種類。
- クッキークリーム
- キャラメル＆チーズ
- ストロベリーミルク